# Пачано
Пача́но (итал. Paciano) — коммуна в Италии, расположена в регионе Умбрия, в провинции Перуджа.
Население составляет 988 человек (2008 г.), плотность населения составляет 59 чел./км². Коммуна занимает площадь 17 км². Почтовый индекс — 6060. Телефонный код — 075.
Святой покровительницей коммуны почитается святая Боноза, день памяти отмечается 13 августа.

## Демография
Динамика населения:

## Администрация коммуны
- Официальный сайт: http://www.comune.paciano.pg.it/